# Mikkel Beck
Mikkel Beck (Aarhus, 12 de maio de 1973) é um ex-futebolista profissional dinamarquês que atuava como atacante.

## Carreira
Mikkel Beck se profissionalizou no B 1909.
Mikkel Beck integrou a Seleção Dinamarquesa de Futebol na Eurocopa de 2000.